# 6 Heures de Fuji 2017
Navigation
Édition précédente Édition suivante
Les 6 Heures de Fuji 2017 est la septième manche du Championnat du monde d'endurance FIA 2017, du 13 au 15 octobre 2017 sur le Fuji Speedway à Oyama au Japon. La course est remportée par la Toyota TS050 Hybrid no 8 pilotée par Anthony Davidson, Sébastien Buemi et Kazuki Nakajima dans des conditions météorologiques difficiles.

## Contexte avant la course
Absent aux 6 Heures du Circuit des Amériques, Anthony Davidson a fait, comme prévu, son retour sur la Toyota TS050 Hybrid no 8. De son côté, Porsche a longuement hésité sur le kit à mettre en œuvre pour cette course. Après analyse des données et simulation, le kit ‘high downforce’ a été sélectionné.
En LM P2, Alex Lynn est absent sur l'Oreca 07 no 26 du G-Drive Racing et sera remplacé par son compatriote James Rossiter, qui connaît parfaitement le tracé de Fuji vu ses participations aux championnats Super GT et en Super Formula ses dernières saisons.
En GTE Pro, Daniel Serra n'a pas été de la partie sur l'Aston Martin Vantage no 97, absence prévu de longue date.
Enfin pour finir, en GTE Am, Michael Wainwright, patron-pilote du Gulf Racing, a cédé son baquet à l'Américain Michael Hedlund.
À noter qu'un Circuit Safari a été organisé le samedi de 9h45 à 9h55. Les fans ont pris place dans des bus alors que les concurrents du FIA WEC étaient en piste. Chaque équipe devait sortir au moins une voiture.

## Essais libres

### Première séance, le vendredi de 11 h 00 à 12 h 30
| Pos. | Classe    | N° | Équipe                | Temps                        | Tours |
| ---- | --------- | -- | --------------------- | ---------------------------- | ----- |
| 1    | LMP1      | 1  | Porsche LMP Team      | 1 min 35 s 527 (au 19e tour) | 34    |
| 2    | LMP1      | 2  | Porsche LMP Team      | 1 min 35 s 660 (au 6e tour)  | 35    |
| 3    | LMP1      | 7  | Toyota Gazoo Racing   | 1 min 36 s 010 (au 11e tour) | 38    |
| 5    | LMP2      | 37 | Jackie Chan DC Racing | 1 min 42 s 735 (au 14e tour) | 40    |
| 6    | LMP2      | 28 | TDS Racing            | 1 min 43 s 225 (au 7e tour)  | 37    |
| 7    | LMP2      | 38 | Jackie Chan DC Racing | 1 min 43 s 327 (au 28e tour) | 38    |
| 14   | LMGTE Pro | 92 | Porsche GT Team       | 1 min 47 s 365 (au 9e tour)  | 35    |
| 15   | LMGTE Pro | 91 | Porsche GT Team       | 1 min 47 s 617 (au 5e tour)  | 35    |
| 16   | LMGTE Pro | 71 | AF Corse              | 1 min 47 s 627 (au 3e tour)  | 32    |
| 17   | LMGTE Am  | 54 | Spirit of Race        | 1 min 47 s 655 (au 6e tour)  | 37    |
| 20   | LMGTE Am  | 61 | Clearwater Racing     | 1 min 48 s 246 (au 6e tour)  | 28    |
| 23   | LMGTE Am  | 77 | Dempsey-Proton Racing | 1 min 49 s 042 (au 20e tour) | 36    |

Au cours de cette première séance d'essais libres disputée sous la pluie, la marque allemande a monopolisé le haut de l'affiche. En effet, la Porsche Hybrid no 1 aux mains d'André Lotterer s'adjuge le meilleur temps en 1 min 35 s 527. Earl Bamber lui emboîte le pas avec 0 s 133 d'écart. De leur côté, les Toyota TS050 Hybrid du Toyota Gazoo Racing se sont montrées plus prudentes lors de cette séance.
Du côté des LMP2, le Jackie Chan DC Racing a passé une bonne séance. Alex Brundle a placé la no 37 en première position et Ho-Pin Tung la no 38 en troisième position. Le TDS Racing a réussi à s'intercaler entre ces deux voitures.
En LMGTE Pro, tout comme pour le LMP1, Porsche a dominé la séance en s'emparant des deux premières places de la catégorie, la Ferrari d’AF Corse no 71 complétant le podium. La séance aura été difficile dans le camp d'Aston Martin Racing car les deux Vantage engagées occupent les deux dernières places au milieu des LMGTE Am.
En LMGTE Am, la Ferrari 488 no 54 de l'écurie suisse Spirit of Race s’est montrée très vite dans le rythme, en signant le meilleur temps de la catégorie et en s’immisçant entre plusieurs LMGTE Pro,.

### Deuxième séance, le vendredi de 15 h 30 à 17 h 00
| Pos. | Classe    | N° | Équipe                    | Temps                       | Tours |
| ---- | --------- | -- | ------------------------- | --------------------------- | ----- |
| 1    | LMP1      | 7  | Toyota Gazoo Racing       | 1 min 39 s 202 (au 2e tour) | 7     |
| 2    | LMP1      | 1  | Porsche LMP Team          | 1 min 40 s 523 (au 2e tour) | 6     |
| 3    | LMP1      | 8  | Toyota Gazoo Racing       | 1 min 41 s 413 (au 5e tour) | 6     |
| 5    | LMP2      | 38 | Jackie Chan DC Racing     | 1 min 47 s 437 (au 4e tour) | 5     |
| 6    | LMP2      | 31 | Vaillante Rebellion       | 1 min 47 s 521 (au 3e tour) | 8     |
| 7    | LMP2      | 25 | CEFC Manor TRS Racing     | 1 min 48 s 004 (au 7e tour) | 8     |
| 13   | LMGTE Pro | 66 | Ford Chip Ganassi Team UK | 1 min 52 s 658 (au 6e tour) | 16    |
| 14   | LMGTE Pro | 91 | Porsche GT Team           | 1 min 52 s 710 (au 2e tour) | 6     |
| 15   | LMGTE Pro | 92 | Porsche GT Team           | 1 min 52 s 719 (au 3e tour) | 7     |
| 16   | LMGTE Am  | 61 | Clearwater Racing         | 1 min 53 s 381 (au 2e tour) | 7     |
| 17   | LMGTE Am  | 54 | Spirit of Race            | 1 min 53 s 407 (au 2e tour) | 5     |
| 24   | LMGTE Am  | 86 | Gulf Racing               | 1 min 55 s 512 (au 2e tour) | 4     |

Cette seconde séance d’essais libres aura connu une météo extrêmement difficiles pour cause de pluie. En effet, les officiels ont dû brandir le drapeau rouge à la suite de la sortie de piste de Vitaly Petrov, au volant de l’Oreca 07 no 25 de l'écurie CEFC Manor TRS Racing.
En LMP1, la Toyota TS050 Hybrid no 7 a pris les commandes aux mains de José María López. Porsche resta tout de même en embuscade grâce à la Porsche 919 Hybrid no 1. La Toyota TS050 Hybrid no 8 termine troisième.
En LMP2, l'écurie Jackie Chan DC Racing confirme ses performances de la première séance d'essai libre en plaçant la no 38 de l'équipage Ho-Pin Tung/Thomas Laurent/Oliver Jarvis en première position. La Vaillante Rebellion no 31 et la CEFC Manor TRS Racing no 25 complétèrent le podium.
En LMGTE Pro, l'équipage Stefan Mücke/Olivier Pla domine la séance et obtient le meilleur temps aux mains de la Ford GT no 66 devant les deux Porsche 911 RSR, pourtant très véloce sur ce circuit.
En LMGTE Am, les Ferrari no 61 et no 54 se sont montrées de nouveau les plus rapides, devançant de nouveau plusieurs autos de la catégorie Pro. La Porsche no 86 de Gulf Racing s'empare de la troisième place,.

### Troisième séance, le samedi de 10 h 30 à 11 h 30
| Pos. | Classe    | N° | Équipe                    | Temps                        | Tours |
| ---- | --------- | -- | ------------------------- | ---------------------------- | ----- |
| 1    | LMP1      | 8  | Toyota Gazoo Racing       | 1 min 35 s 414 (au 4e tour)  | 28    |
| 2    | LMP1      | 2  | Porsche LMP Team          | 1 min 36 s 264 (au 10e tour) | 26    |
| 3    | LMP1      | 1  | Porsche LMP Team          | 1 min 36 s 387 (au 9e tour)  | 31    |
| 5    | LMP2      | 37 | Jackie Chan DC Racing     | 1 min 43 s 745 (au 28e tour) | 28    |
| 6    | LMP2      | 13 | Vaillante Rebellion       | 1 min 43 s 747 (au 28e tour) | 28    |
| 7    | LMP2      | 31 | Vaillante Rebellion       | 1 min 44 s 065 (au 25e tour) | 27    |
| 14   | LMGTE Pro | 91 | Porsche GT Team           | 1 min 47 s 724 (au 17e tour) | 25    |
| 15   | LMGTE Pro | 92 | Porsche GT Team           | 1 min 48 s 358 (au 17e tour) | 26    |
| 17   | LMGTE Pro | 67 | Ford Chip Ganassi Team UK | 1 min 48 s 770 (au 5e tour)  | 27    |
| 20   | LMGTE Am  | 77 | Dempsey-Proton Racing     | 1 min 49 s 387 (au 9e tour)  | 26    |
| 23   | LMGTE Am  | 61 | Clearwater Racing         | 1 min 50 s 078 (au 21e tour) | 27    |
| 24   | LMGTE Am  | 54 | Spirit of Race            | 1 min 50 s 995 (au 5e tour)  | 26    |

## Qualifications
| Pos. | Classe    | N° | Équipe                    | Pilote              | Temps          | Grille |
| ---- | --------- | -- | ------------------------- | ------------------- | -------------- | ------ |
| 1    | LMP1      | 2  | Porsche LMP Team          | Brendon Hartley     | 1 min 35 s 160 | 1      |
| 2    | LMP1      | 1  | Porsche LMP Team          | Nick Tandy          | 1 min 35 s 231 | 2      |
| 3    | LMP1      | 8  | Toyota Gazoo Racing       | Kazuki Nakajima     | 1 min 35 s 355 | 3      |
| 4    | LMP1      | 7  | Toyota Gazoo Racing       | Kamui Kobayashi     | 1 min 36 s 630 | 4      |
| 5    | LMP2      | 13 | Vaillante Rebellion       | Nelson Piquet, Jr.  | 1 min 44 s 196 | 5      |
| 6    | LMP2      | 31 | Vaillante Rebellion       | Bruno Senna         | 1 min 44 s 925 | 6      |
| 7    | LMP2      | 38 | Jackie Chan DC Racing     | Ho-Pin Tung         | 1 min 45 s 078 | 7      |
| 8    | LMP2      | 36 | Signatech Alpine Matmut   | André Negrão        | 1 min 45 s 927 | 8      |
| 9    | LMP2      | 37 | Jackie Chan DC Racing     | Alex Brundle        | 1 min 46 s 109 | 9      |
| 10   | LMP2      | 26 | G-Drive Racing            | Roman Rusinov       | 1 min 46 s 205 | 10     |
| 11   | LMP2      | 25 | CEFC Manor TRS Racing     | Vitaly Petrov       | 1 min 47 s 354 | 11     |
| 12   | LMP2      | 24 | CEFC Manor TRS Racing     | Matthew Rao         | 1 min 47 s 411 | 12     |
| 13   | LMGTE Pro | 91 | Porsche GT Team           | Frédéric Makowiecki | 1 min 47 s 577 | 13     |
| 14   | LMP2      | 28 | TDS Racing                | François Perrodo    | 1 min 47 s 989 | 14     |
| 15   | LMGTE Pro | 67 | Ford Chip Ganassi Team UK | Harry Tincknell     | 1 min 48 s 018 | 15     |
| 16   | LMGTE Pro | 66 | Ford Chip Ganassi Team UK | Stefan Mücke        | 1 min 48 s 139 | 16     |
| 17   | LMGTE Pro | 71 | AF Corse                  | Sam Bird            | 1 min 48 s 195 | 17     |
| 18   | LMGTE Pro | 92 | Porsche GT Team           | Kévin Estre         | 1 min 48 s 265 | 18     |
| 19   | LMGTE Pro | 95 | Aston Martin Racing       | Marco Sørensen      | 1 min 48 s 578 | 19     |
| 20   | LMGTE Pro | 51 | AF Corse                  | James Calado        | 1 min 48 s 702 | 20     |
| 21   | LMGTE Pro | 97 | Aston Martin Racing       | Jonathan Adam       | 1 min 49 s 125 | 21     |
| 22   | LMGTE Am  | 61 | Clearwater Racing         | Matt Griffin        | 1 min 49 s 408 | 22     |
| 23   | LMGTE Am  | 77 | Dempsey-Proton Racing     | Matteo Cairoli      | 1 min 49 s 734 | 23     |
| 24   | LMGTE Am  | 98 | Aston Martin Racing       | Pedro Lamy          | 1 min 49 s 784 | 24     |
| 25   | LMGTE Am  | 86 | Gulf Racing               | Ben Barker          | 1 min 49 s 866 | 25     |
| 26   | LMGTE Am  | 54 | Spirit of Race            | Thomas Flohr        | 1 min 50 s 797 | 26     |

En raison de forts risques de pluie prévu un peu plus tard dans la journée, la direction de course a décidé d’avancer de 30 minutes le début des qualifications. Les conditions de piste n’étaient toutefois pas idéales. Ces conditions météorologiques difficiles ayant été constante depuis le début des essais, les pilotes s'y sont habituées. En plus de l'avancement de la séance de qualification, la pause entre la session LMGTE et LMP a été raccourcie au maximum.
En LMP1, nous avons pu assister à une lutte très serrée entre le Toyota Gazzo Racing et le Porsche LMP Team. Cette dernière remporte la lutte et place ses deux voitures sur la première ligne avec une différence de seulement 71 millièmes entre celles-ci. C'est l’équipage Brendon Hartley/Earl Bamber/Timo Bernhard, pour la deuxième fois de l’année, qui décrocha la pole. Il est également a noté un incident entre Sébastien Buemi et Brendon Hartley lors de ces qualifications car le premier estime que le second l'a bloqué et ainsi privé de pole position.
En LMP2, l'écurie suisse Vaillante Rebellion, comme pour le Porsche LMP Team en LMP1, n’a pas raté sa qualification japonaise en trustant la première ligne de la catégorie en plaçant l'équipage no 13 David Heinemeier Hansson/Neslon Piquet Jr/ Mathias Beche en pole position. La Vaillante Rebellion no 31 les suit et l'actuel leader du championnat, l’Oreca 07 no 38 du Jackie Chan DC Racing complète le podium.
En LMGTE Pro, les Porsche 911 RSR, particulièrement à leur avantage lors des essais libres, ont confirmé durant cette séance de qualification. L'équipage Richard Lietz/Frédéric Makowiecki établie la référence de la catégorie devant les deux Ford GT no 67 et no 66.
En LMGTE Am, La pole est revenue est l’équipage de la Ferrari 488 GTE no 61 du Clearwater Racing, une première pour cette écurie cette saison. Dans les dernières minutes, la Porsche 911 RSR no 77 du Dempsey-Proton Racing a pu améliorer son temps pour se placer sur la première ligne de la catégorie devant l'Aston Martin Vantage no 98,.

## La course

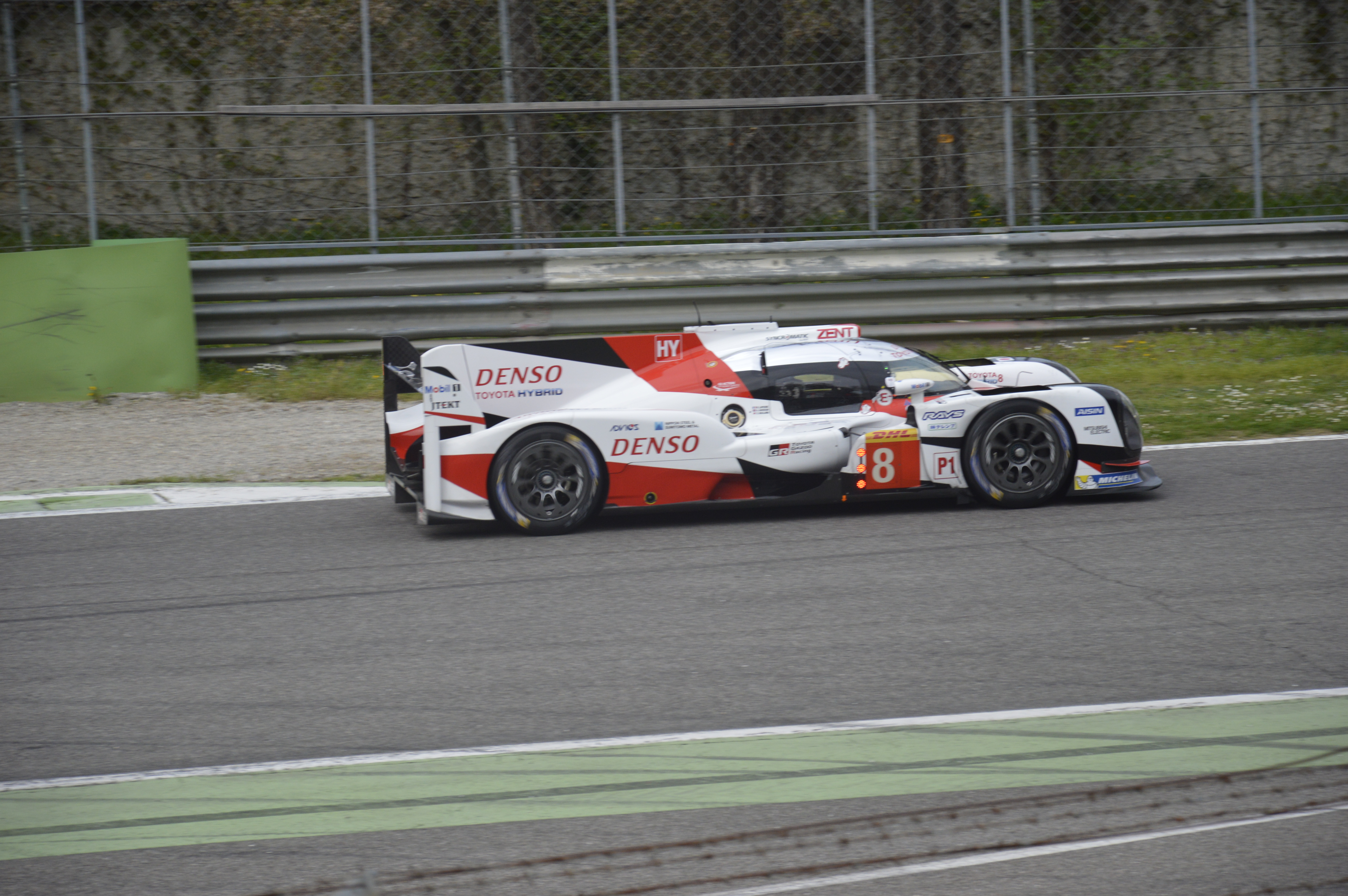
Toyota TS050 Hybrid no 8

Comme pour l'édition 2013, les 6 Heures de Fuji ont été interrompues avant leur terme, la faute au brouillard. Les conditions météorologiques difficiles avaient d'ailleurs poussé la direction de course à donner Le départ sous Safety Car avant de laisser les différents acteurs se livrer bataille.
En LMP1, Earl Bamber a réussi un très bon envole au volant de la Porsche 919 Hybrid no 2. Pour la Porsche 919 Hybrid no 1, aux mains d'André Lotterer, le départ fut plus difficile car à la suite d'un duel viril avec la Toyota TS050 Hybrid no 8, aux mains de Sébastien Buemi, la Toyota TS050 Hybrid gagna la deuxième place. Ce duel aura également comme effet un arrêt au stand pour la Porsche 919 Hybrid no 1 afin de changer son capot. La Porsche Porsche 919 Hybrid no 2, des leaders du championnat, rencontra quant à elle des problèmes de manque de grip à l’arrière et ne put suivre le rythme imposé par le Toyota Gazoo Racing. Au fil des heures, des arrêts aux stands et des neutralisations, les Toyota TS050 Hybrid se sont montrées très à l’aise dans ces conditions météorologiques délicates et s'imposèrent au pied du Mont Fuji avec un deuxième doublé de l’année. Grâce à cette victoire, l’équipage de la no 8, Sébastien Buemi/Kazuki Nakajima entretiennent le suspense pour le titre pilotes face au trio de la Porsche no 2. l'équipage Mike Conway/Kamui Kobayashi/José María López terminèrent quant à eux sur la deuxième marche du podium, devant les hommes de la Porsche 919 Hybrid no 1.

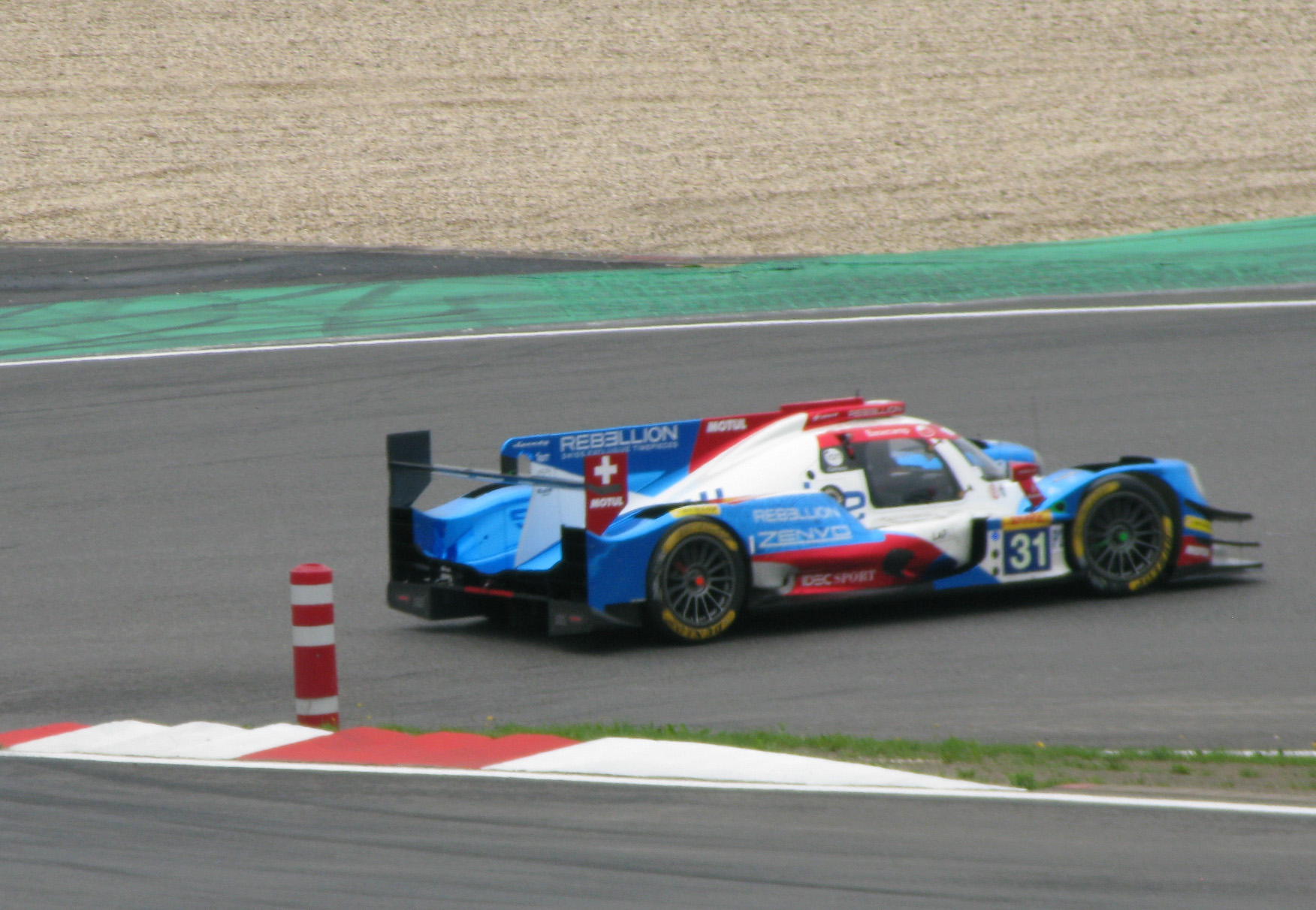
Vaillante Rebellion no 31

En LMP2, le départ a également été très délicat avec Nelson Piquet Jr, aux mains de l’Oreca 07 no 13 de l'écurie Vaillante Rebellion, il effectua un tête à queue au premier virage. Dans cette mésaventure, le brésilien a eu la chance de ne pas se faire percuter par un autre concurrent dans le feu de l’action. La course a pu suivre son cours avec son lot de manœuvres. L'une d'elles marqua particulièrement les esprits. En effet, l'accrochage entre Mathias Beche et Jean-Éric Vergne a eu comme conséquence la perte de contrôle de l'Oreca 07 no 13 de l'écurie Vaillante Rebellion et une sortie de piste qui se finit violemment contre le mur. L’autre Oreca 07 de l'écurie suisse a connu une course parfaite pour rallier le damier en tête. Bruno Senna a pu ainsi fêter dignement son anniversaire. Avec cette deuxième victoire, l'équipage Nicolas Prost/ Julien Canal/Bruno Senna a marqué de gros points dans le championnat et revient à 5 points de l’équipage de la no 38.

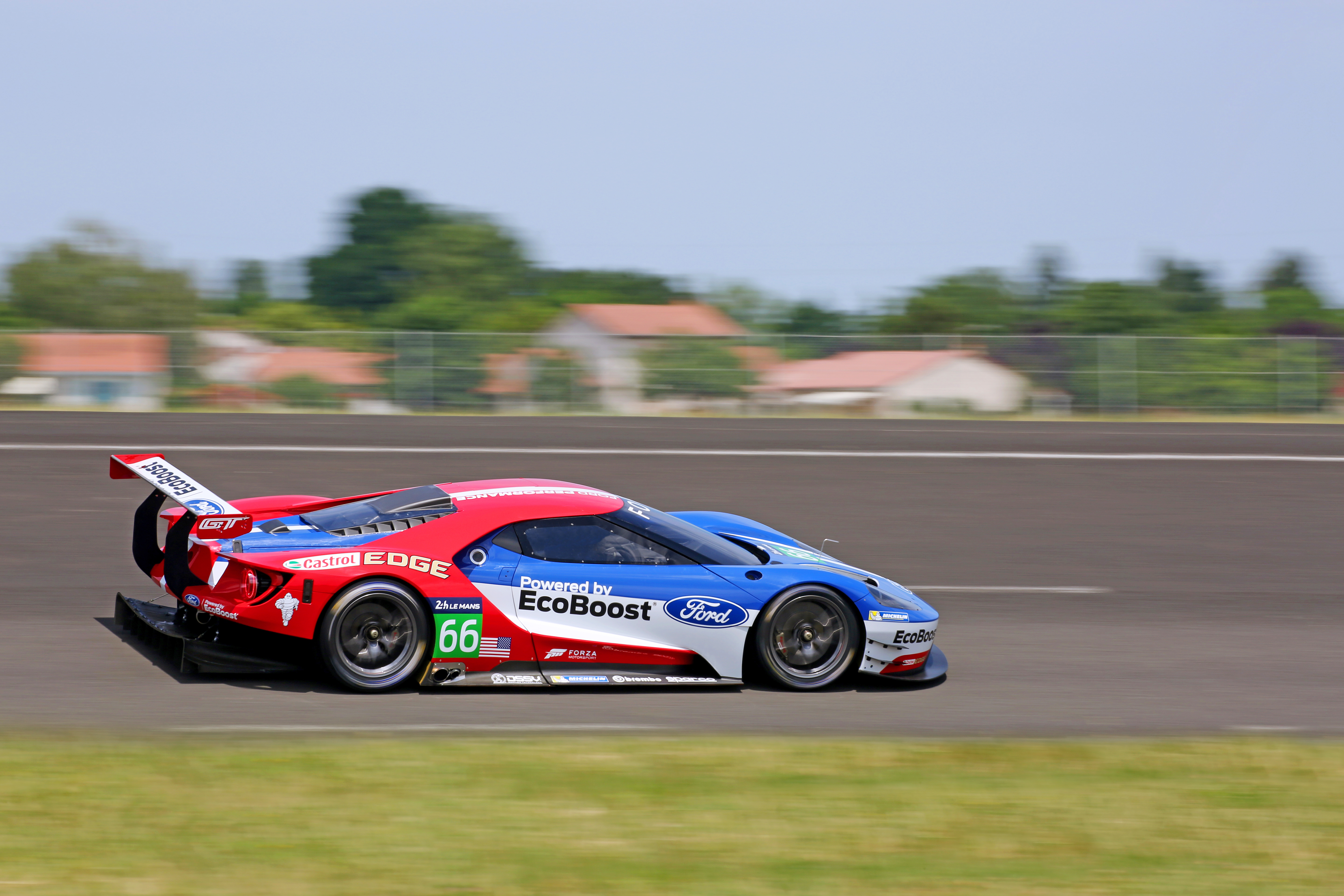
Ford GT no 66

En LMGTE Pro, les Ferrari 488 GTE, qui n'avaient pas particulièrement brillé durant les qualifications, ont tiré leur épingle du jeu dans les conditions de pistes difficiles. À la régulière, l'équipage Alessandro Pier Guidi/James Calado ont su se frayer un chemin vers la plus haute marche du podium mais ont tout de même dû lutter avec la concurrence, notamment les Porsche particulièrement a l'aise sur ce circuit. Nous avons également pu assister à un tournant dans cette même catégorie avec l’accrochage d’Andy Priaulx sur la Ford GT no 67 et de Kévin Estre sur la Porsche no 92; en dépit d'un tour de retard dû à une pénalité pour ne pas avoir respecté le feu rouge à la sortie des stands, le pilote de la Ford no 67 s'accroche avec le pilote en tête de la catégorie dans le virage Dunlop, quelques secondes plus tard Andy Priaulx sort de la piste au bout de la ligne droite des stands et s'échoue dans les graviers en raison d'une crevaison consécutive à l'accrochage. L'équipage de la no 67, qui se trouvait aux commandes du championnat, ont en effet perdu gros à ce moment-là. Ferrari n’est pas le seul constructeur à faire la bonne opération avec la première place, puisque Porsche passe du quatrième au deuxième rang du championnat du monde des constructeurs GT, à 47 longueurs de la firme italienne.
En LMGTE Am, comme aux 6 Heures du circuit des Amériques, les Ferrari 488 GTE ont animé la catégorie mais cette fois-ci, la domination est allée au bout. La victoire est revenue à Miguel Molina/Thomas Flohr/Francesco Castellacci pour le compte de la Ferrari no 54 de l'écurie Spirit of Race, devant la Ferrari no 61 de l'écurie Clearwater Racing,.

## Résultats
Voici le classement officiel au terme de la course.
- Les premiers de chaque catégorie du championnat du monde sont signalés par un fond jaune.
- Pour la colonne Pneus, il faut passer le curseur au-dessus du modèle pour connaître le manufacturier de pneumatiques.

| Pos | Classe    | no | Équipe                    | Pilotes                                                 | Châssis                       | Pneus | Tours | Temps               |
| Pos | Classe    | no | Équipe                    | Pilotes                                                 | Moteur                        | Pneus | Tours | Temps               |
| --- | --------- | -- | ------------------------- | ------------------------------------------------------- | ----------------------------- | ----- | ----- | ------------------- |
| 1   | LMP1      | 8  | Toyota Gazoo Racing       | Anthony Davidson Sébastien Buemi Kazuki Nakajima        | Toyota TS050 Hybrid           | M     | 113   | 4 h 24 min 50 s 950 |
| 1   | LMP1      | 8  | Toyota Gazoo Racing       | Anthony Davidson Sébastien Buemi Kazuki Nakajima        | Toyota 2.4 L Turbo V6         | M     | 113   | 4 h 24 min 50 s 950 |
| 2   | LMP1      | 7  | Toyota Gazoo Racing       | Mike Conway Kamui Kobayashi José María López            | Toyota TS050 Hybrid           | M     | 113   | +1 s 498            |
| 2   | LMP1      | 7  | Toyota Gazoo Racing       | Mike Conway Kamui Kobayashi José María López            | Toyota 2.4 L Turbo V6         | M     | 113   | +1 s 498            |
| 3   | LMP1      | 1  | Porsche LMP Team          | Neel Jani Nick Tandy André Lotterer                     | Porsche 919 Hybrid            | M     | 113   | +2 s 272            |
| 3   | LMP1      | 1  | Porsche LMP Team          | Neel Jani Nick Tandy André Lotterer                     | Porsche 2.0 L Turbo V4        | M     | 113   | +2 s 272            |
| 4   | LMP1      | 2  | Porsche LMP Team          | Timo Bernhard Earl Bamber Brendon Hartley               | Porsche 919 Hybrid            | M     | 112   | +1 tour             |
| 4   | LMP1      | 2  | Porsche LMP Team          | Timo Bernhard Earl Bamber Brendon Hartley               | Porsche 2.0 L Turbo V4        | M     | 112   | +1 tour             |
| 5   | LMP2      | 31 | Vaillante Rebellion       | Julien Canal Nicolas Prost Bruno Senna                  | Oreca 07                      | D     | 110   | +3 tours            |
| 5   | LMP2      | 31 | Vaillante Rebellion       | Julien Canal Nicolas Prost Bruno Senna                  | Gibson GK428 4.2 L V8         | D     | 110   | +3 tours            |
| 6   | LMP2      | 36 | Signatech Alpine Matmut   | Nicolas Lapierre Gustavo Menezes André Negrão           | Alpine A470                   | D     | 110   | +3 tours            |
| 6   | LMP2      | 36 | Signatech Alpine Matmut   | Nicolas Lapierre Gustavo Menezes André Negrão           | Gibson GK428 4.2 L V8         | D     | 110   | +3 tours            |
| 7   | LMP2      | 38 | Jackie Chan DC Racing     | Ho-Pin Tung Oliver Jarvis Thomas Laurent                | Oreca 07                      | D     | 110   | +3 tours            |
| 7   | LMP2      | 38 | Jackie Chan DC Racing     | Ho-Pin Tung Oliver Jarvis Thomas Laurent                | Gibson GK428 4.2 L V8         | D     | 110   | +3 tours            |
| 8   | LMP2      | 28 | TDS Racing                | François Perrodo Matthieu Vaxiviere Emmanuel Collard    | Oreca 07                      | D     | 110   | +3 tours            |
| 8   | LMP2      | 28 | TDS Racing                | François Perrodo Matthieu Vaxiviere Emmanuel Collard    | Gibson GK428 4.2 L V8         | D     | 110   | +3 tours            |
| 9   | LMP2      | 24 | CEFC Manor TRS Racing     | Matthew Rao Ben Hanley Jean-Éric Vergne                 | Oreca 07                      | D     | 110   | +3 tours            |
| 9   | LMP2      | 24 | CEFC Manor TRS Racing     | Matthew Rao Ben Hanley Jean-Éric Vergne                 | Gibson GK428 4.2 L V8         | D     | 110   | +3 tours            |
| 10  | LMP2      | 26 | G-Drive Racing            | Roman Rusinov Pierre Thiriet James Rossiter             | Oreca 07                      | D     | 110   | +3 tours            |
| 10  | LMP2      | 26 | G-Drive Racing            | Roman Rusinov Pierre Thiriet James Rossiter             | Gibson GK428 4.2 L V8         | D     | 110   | +3 tours            |
| 11  | LMGTE Pro | 51 | AF Corse                  | James Calado Alessandro Pier Guidi                      | Ferrari 488 GTE               | M     | 109   | +4 tours            |
| 11  | LMGTE Pro | 51 | AF Corse                  | James Calado Alessandro Pier Guidi                      | Ferrari F154CB 3.9 L Turbo V8 | M     | 109   | +4 tours            |
| 12  | LMGTE Pro | 91 | Porsche GT Team           | Richard Lietz Frédéric Makowiecki                       | Porsche 911 RSR               | M     | 109   | +4 tours            |
| 12  | LMGTE Pro | 91 | Porsche GT Team           | Richard Lietz Frédéric Makowiecki                       | Porsche 4.0 L Flat-6          | M     | 109   | +4 tours            |
| 13  | LMP2      | 25 | CEFC Manor TRS Racing     | Roberto González Simon Trummer Vitaly Petrov            | Oreca 07                      | D     | 109   | +4 tours            |
| 13  | LMP2      | 25 | CEFC Manor TRS Racing     | Roberto González Simon Trummer Vitaly Petrov            | Gibson GK428 4.2 L V8         | D     | 109   | +4 tours            |
| 14  | LMGTE Pro | 92 | Porsche GT Team           | Michael Christensen Kévin Estre                         | Porsche 911 RSR               | M     | 109   | +4 tours            |
| 14  | LMGTE Pro | 92 | Porsche GT Team           | Michael Christensen Kévin Estre                         | Porsche 4.0 L Flat-6          | M     | 109   | +4 tours            |
| 15  | LMGTE Pro | 66 | Ford Chip Ganassi Team UK | Stefan Mücke Olivier Pla                                | Ford GT                       | M     | 109   | +4 tours            |
| 15  | LMGTE Pro | 66 | Ford Chip Ganassi Team UK | Stefan Mücke Olivier Pla                                | Ford EcoBoost 3.5 L Turbo V6  | M     | 109   | +4 tours            |
| 16  | LMGTE Pro | 71 | AF Corse                  | Davide Rigon Sam Bird                                   | Ferrari 488 GTE               | M     | 109   | +4 tours            |
| 16  | LMGTE Pro | 71 | AF Corse                  | Davide Rigon Sam Bird                                   | Ferrari F154CB 3.9 L Turbo V8 | M     | 109   | +4 tours            |
| 17  | LMGTE Pro | 97 | Aston Martin Racing       | Darren Turner Jonathan Adam                             | Aston Martin V8 Vantage GTE   | D     | 109   | +4 tours            |
| 17  | LMGTE Pro | 97 | Aston Martin Racing       | Darren Turner Jonathan Adam                             | Aston Martin 4.5 L V8         | D     | 109   | +4 tours            |
| 18  | LMGTE Pro | 95 | Aston Martin Racing       | Nicki Thiim Marco Sørensen                              | Aston Martin V8 Vantage GTE   | D     | 108   | +5 tours            |
| 18  | LMGTE Pro | 95 | Aston Martin Racing       | Nicki Thiim Marco Sørensen                              | Aston Martin 4.5 L V8         | D     | 108   | +5 tours            |
| 19  | LMGTE Am  | 54 | Spirit of Race            | Thomas Flohr Francesco Castellacci Miguel Molina        | Ferrari 488 GTE               | M     | 107   | +6 tours            |
| 19  | LMGTE Am  | 54 | Spirit of Race            | Thomas Flohr Francesco Castellacci Miguel Molina        | Ferrari F154CB 3.9 L Turbo V8 | M     | 107   | +6 tours            |
| 20  | LMGTE Am  | 61 | Clearwater Racing         | Weng Sun Mok Keita Sawa Matt Griffin                    | Ferrari 488 GTE               | M     | 107   | +6 tours            |
| 20  | LMGTE Am  | 61 | Clearwater Racing         | Weng Sun Mok Keita Sawa Matt Griffin                    | Ferrari F154CB 3.9 L Turbo V8 | M     | 107   | +6 tours            |
| 21  | LMGTE Am  | 77 | Dempsey-Proton Racing     | Christian Ried Matteo Cairoli Marvin Dienst (de)        | Porsche 911 RSR (991)         | D     | 107   | +6 tours            |
| 21  | LMGTE Am  | 77 | Dempsey-Proton Racing     | Christian Ried Matteo Cairoli Marvin Dienst (de)        | Porsche 4.0 L Flat-6          | D     | 107   | +6 tours            |
| 22  | LMGTE Am  | 86 | Gulf Racing               | Mike Hedlund Ben Barker Nick Foster                     | Porsche 911 RSR (991)         | D     | 106   | +7 tours            |
| 22  | LMGTE Am  | 86 | Gulf Racing               | Mike Hedlund Ben Barker Nick Foster                     | Porsche 4.0 L Flat-6          | D     | 106   | +7 tours            |
| 23  | LMGTE Am  | 98 | Aston Martin Racing       | Paul Dalla Lana Pedro Lamy Mathias Lauda                | Aston Martin V8 Vantage GTE   | D     | 105   | +8 tours            |
| 23  | LMGTE Am  | 98 | Aston Martin Racing       | Paul Dalla Lana Pedro Lamy Mathias Lauda                | Aston Martin 4.5 L V8         | D     | 105   | +8 tours            |
| 24  | LMGTE Pro | 67 | Ford Chip Ganassi Team UK | Andy Priaulx Harry Tincknell                            | Ford GT                       | M     | 96    | +17 tours           |
| 24  | LMGTE Pro | 67 | Ford Chip Ganassi Team UK | Andy Priaulx Harry Tincknell                            | Ford EcoBoost 3.5 L Turbo V6  | M     | 96    | +17 tours           |
| Abd | LMP2      | 37 | Jackie Chan DC Racing     | David Cheng Alex Brundle Tristan Gommendy               | Oreca 07                      | D     | 52    |                     |
| Abd | LMP2      | 37 | Jackie Chan DC Racing     | David Cheng Alex Brundle Tristan Gommendy               | Gibson GK428 4.2 L V8         | D     | 52    |                     |
| Dsq | LMP2      | 13 | Vaillante Rebellion       | Mathias Beche David Heinemeier Hansson Nelson Piquet Jr | Oreca 07                      | D     | 85    |                     |
| Dsq | LMP2      | 13 | Vaillante Rebellion       | Mathias Beche David Heinemeier Hansson Nelson Piquet Jr | Gibson GK428 4.2 L V8         | D     | 85    |                     |

## Après-course

### Catégorie LMP1
Sans réelle concurrence pour la super saison 2018/2019, le Toyota Gazoo Racing pourrait décider de tirer sa révérence en fin de saison même si la décision finale n’a pas encore été prise. Cette décision se prendra sur la base de la publication des futurs règlements.
Judd et AIM annoncent leur retour dans la catégorie LMP1 pour la Super Saison 2018/2019 avec la mise à disposition pour les écuries privées d'un V10 de 5,5 litres atmosphérique qui développera 700 chevaux,.

### Catégorie GTE Pro
Il a été entendu dans le paddock que le pilote britannique Alex Lynn, roulant jusqu'à présent pour le G-Drive Racing, se rapprocherait d'Aston Martin Racing. En effet, la marque britannique le ferait rouler pour la prochaine saison sur sa nouvelle Vantage GTE. Si cela se confirme, Alex Lynn ferait ses débuts au volant d’une GTE en parallèle de son programme en Formule E.

### Catégorie GTE Am
Il a été noté que le Dempsey-Proton Racing s'engage dans la lutte contre le cancer du sein. En effet, la livrée de la Porsche 911 RSR a reçu une touche de rose afin de soutenir la Pink Ribbon Foundation, fondation soutenu par Patrick Dempsey .